# Arsenije
Arsenije (kyrillisch Арсеније) ein männlicher Vorname, der überwiegend in Serbien verbreitet ist.

## Herkunft
Der Name Arsenije entspricht dem griechischen Heiligennamen Arsenios, latinisiert Arsenius, und bedeutet ‚männlich, tapfer‘.

## Bedeutung
Die Person mit dem Namen Arsenije soll ein mutiger, tapferer Mann werden.

## Bekannte Namensträger
- Arsenije Plamenac, war ein serbisch-orthodoxer Metropolit
- Arsenije I. 1234–1267, Erzbischof von Serbien
- Arsenije II. 1457–1463, Patriarch von Peć
- Arsenije III. Crnojević 1674–1690, Patriarch von Peć
- Arsenije IV. Jovanović, Patriarch von Peć
- Arsenije IV. Jovanović Šakabenta (1737–1748), Metropolit von Karlovci
- Arsenije Stojković (1870–1872, 1874, 1881), Patriarch von Karlovci
- Arsenije Jovanović (1932–2025), jugoslawischer Regisseur und Schauspiellehrer
- Stefan Arsenijević, serbischer Filmregisseur und Drehbuchautor

## Varianten
Aus Arsenije gehen folgende Namen aus:
Arsa, Arsen, Arso